# Lubní
Lubní (en ucraniano: Лубни, romanizado: Lubny) una ciudad ucraniana perteneciente al óblast de Poltava. Situada en el centro del país, es el centro del raión de Lubní y del municipio (hromada) homónimo.

## Toponimia
Lubní ha estado bajo el control de diversos imperios, lo cual ha dejado los siguientes nombres históricos: en polaco: Łubnie; en ruso: Лубны. El nombre del lugar deriva de la palabra eslava antigua lubno (madera).

## Geografía
Lubní está situada a orillas del río Sula, 124 km al noroeste de Poltava.

### Clima
| Parámetros climáticos promedio de Lubní (1981–2010) | Parámetros climáticos promedio de Lubní (1981–2010) | Parámetros climáticos promedio de Lubní (1981–2010) | Parámetros climáticos promedio de Lubní (1981–2010) | Parámetros climáticos promedio de Lubní (1981–2010) | Parámetros climáticos promedio de Lubní (1981–2010) | Parámetros climáticos promedio de Lubní (1981–2010) | Parámetros climáticos promedio de Lubní (1981–2010) | Parámetros climáticos promedio de Lubní (1981–2010) | Parámetros climáticos promedio de Lubní (1981–2010) | Parámetros climáticos promedio de Lubní (1981–2010) | Parámetros climáticos promedio de Lubní (1981–2010) | Parámetros climáticos promedio de Lubní (1981–2010) | Parámetros climáticos promedio de Lubní (1981–2010) |
| Mes                                                 | Ene.                                                | Feb.                                                | Mar.                                                | Abr.                                                | May.                                                | Jun.                                                | Jul.                                                | Ago.                                                | Sep.                                                | Oct.                                                | Nov.                                                | Dic.                                                | Anual                                               |
| --------------------------------------------------- | --------------------------------------------------- | --------------------------------------------------- | --------------------------------------------------- | --------------------------------------------------- | --------------------------------------------------- | --------------------------------------------------- | --------------------------------------------------- | --------------------------------------------------- | --------------------------------------------------- | --------------------------------------------------- | --------------------------------------------------- | --------------------------------------------------- | --------------------------------------------------- |
| Temp. máx. media (°C)                               | -1.7                                                | -0.9                                                | 4.9                                                 | 14.0                                                | 21.1                                                | 24.1                                                | 26.2                                                | 25.6                                                | 19.4                                                | 12.3                                                | 4.0                                                 | -0.6                                                | 12.4                                                |
| Temp. media (°C)                                    | -4.3                                                | -4.0                                                | 1.1                                                 | 9.1                                                 | 15.4                                                | 18.8                                                | 20.7                                                | 19.7                                                | 14.0                                                | 7.9                                                 | 1.3                                                 | -3.1                                                | 8.1                                                 |
| Temp. mín. media (°C)                               | -6.7                                                | -6.7                                                | -2.1                                                | 4.7                                                 | 10.0                                                | 13.7                                                | 15.6                                                | 14.5                                                | 9.6                                                 | 4.3                                                 | -1.1                                                | -5.3                                                | 4.2                                                 |
| Precipitación total (mm)                            | 42.2                                                | 43.3                                                | 44.3                                                | 44.0                                                | 45.8                                                | 85.7                                                | 63.1                                                | 59.3                                                | 60.5                                                | 47.1                                                | 49.4                                                | 47.7                                                | 632.4                                               |
| Días de precipitaciones (≥ 1.0 mm)                  | 9.2                                                 | 9.6                                                 | 8.9                                                 | 7.4                                                 | 8.2                                                 | 9.1                                                 | 7.9                                                 | 6.4                                                 | 7.5                                                 | 6.7                                                 | 8.3                                                 | 9.4                                                 | 98.6                                                |
| Humedad relativa (%)                                | 85.9                                                | 83.1                                                | 77.4                                                | 66.3                                                | 63.2                                                | 68.4                                                | 68.6                                                | 68.0                                                | 74.6                                                | 79.6                                                | 86.9                                                | 87.4                                                | 75.8                                                |
| Fuente: World Meteorological Organization           |                                                     |                                                     |                                                     |                                                     |                                                     |                                                     |                                                     |                                                     |                                                     |                                                     |                                                     |                                                     |                                                     |

## Historia
Lubní tiene fama de ser una de las ciudades más antiguas de Ucrania, supuestamente fundada en 988 por el kniaz Vladímir I de Kiev. El primer registro escrito, sin embargo, data de 1107. En 1239, Lubní fue destruida durante la invasión tártaro-mongola.
Inicialmente fue una pequeña fortaleza de madera sobre el río Sula. La fortaleza creció rápidamente y entre los siglos XV o XVI era pasó a ser propiedad de la poderosa casa de Wiśniowiecki. La ciudad estaba gobernada por los derechos de Magdeburgo y tenía un escudo de armas.
En 1596, Lubní fue el escenario de la última batalla de la rebelión cosaca de Severín Nalivaiko contra las tropas de Stanisław Żółkiewski. En el siglo XVI la ciudad era una de las más grandes de la zona. En 1638 contaba con 2.646 habitantes.
Sin embargo, a partir del siglo XVIII, la ciudad perdió su importancia, especialmente en comparación con Poltava, que estaba más al este. Después de la rebelión de Jmelnitski, entre 1648 y 1781, la ciudad fue la sede del regimiento cosaco de Lubní porque en 1654, como parte de la orilla izquierda de Ucrania, Lubní se convirtió en parte del Imperio ruso.
Durante la guerra del Norte, en 1708-1709, los habitantes de la ciudad participaron en batallas con unidades del ejército sueco. Antes de la batalla de Poltava en 1709, la ciudad era la más grande en el territorio de la actual región de Poltava. En 1782, Lubní se convirtió en un centro de un uyezd del virreinato de Kiev, en 1793 la ciudad fue incluida en la gobernación de Rusia Menor y desde 1802, en la gobernación de Poltava.
Después de que se construyera una línea de ferrocarril a través de Lubní en 1901, la industria creció rápidamente y se expandió en la ciudad. Durante la revolución de 1905, se produjeron en la ciudad mítines y huelgas de trabajadores.
Un periódico local ha estado circulando en la ciudad desde julio de 1917.
Durante la ocupación alemana en la Segunda Guerra Mundial, Lubní fue el centro de un importante movimiento partisano de resistencia. Allí había dos campos de concentración nazis. El 16 de octubre de 1941, más de mil judíos de la ciudad, incluidas mujeres y niños, fueron masacrados por los Einsatzgruppen alemanes en las afueras de la ciudad. La acción, hasta la ejecución, fue minuciosamente documentada por el fotógrafo Johannes Hähle.
A partir de 1993, la economía de la ciudad se basó en varias empresas que producían muebles, materiales de construcción, ropa y textiles.

## Demografía
La evolución de la población de Lubní entre 1897 y 2021 fue la siguiente:
| 10 097                                                        | 18 497 | 20 834 | 27 396 | 29 442 | 40 426 | 54 216 | 59 478 | 52 272 | 47 881 | 47 397 | 46 717 | 14 136 |
| (Fuente: Cities & Towns of Ukraine y UKRAINE: Größere Städte) |        |        |        |        |        |        |        |        |        |        |        |        |

La composición étnica local no ha variado con el tiempo. En el censo de 1897 la mayoría de la población eran ucranianos (59,18%), seguidos de los judíos (29,72%) y rusos (9,51%). Según el censo de 2001, los idiomas más hablados son ucraniano (91,06%) y ruso (8,61%).

## Economía
Hoy Lubní es un centro industrial y cultural. Muchas fábricas de equipos agrícolas y automotrices se establecieron durante el crecimiento de la industria entre 1901 y la década de 1930. Hay una fábrica de productos lácteos (hacen 45 variedades de helado), una fábrica de carne, una fábrica de artículos de harina, una fábrica farmacéutica, una fábrica de muebles, etc. 

## Infraestructura

### Lugares de interés
El punto de referencia principal del raión de Lubní es el monasterio de Mgarski, con una gran catedral barroca ucraniana de seis pilares, construida entre 1684 y 1692 y renovada después de una conflagración en 1754, y un campanario neoclásico, iniciado en 1784 pero no terminado hasta 1844. Otros templos de interés son la iglesia de la Natividad de la Madre de Dios y la iglesia de la Trinidad.
Allí se encuentran varios museos y galerías de arte, y el instituto del antiguo raión de Lubní es conocido por las bibliotecas que tienen una amplia variedad de libros técnicos y no técnicos.

### Transporte
En la ciudad está la estación de Lubní, que se encuentra en la línea ferroviaria Kiev-Járkov. Además, por la ciudad pasan las carreteras T-1713, T-1714, T-1718 (R-42). La carretera M-03 pasa cerca.

## Cultura

### Deporte
Lubní también tiene su propio equipo de fútbol, FC Sula Lubní.

### Medios de comunicación
Un segundo periódico local, Visnik (en ucraniano: Вісник) se publica en la ciudad desde 1994.

## Personas ilustres
- Jeremi Wiśniowiecki (1612-1651): destacado aristócrata de la Mancomunidad polaco-lituana y padre del rey Miguel Korybut Wiśniowiecki.
- Liudmila Rudenko (1904-1986): ajedrecista soviética ucraniana, primera mujer en convertirse en campeona del mundo.
- Natalia Meklin (1922-2005): piloto de bombarderos soviética ucraniana durante la Segunda Guerra Mundial.
- Anatoliy Dovhal (1976): atleta ucraniano retirado especializado en la prueba de 4 x 100 m, en la que ha conseguido ser campeón europeo en 2002.

## Galería

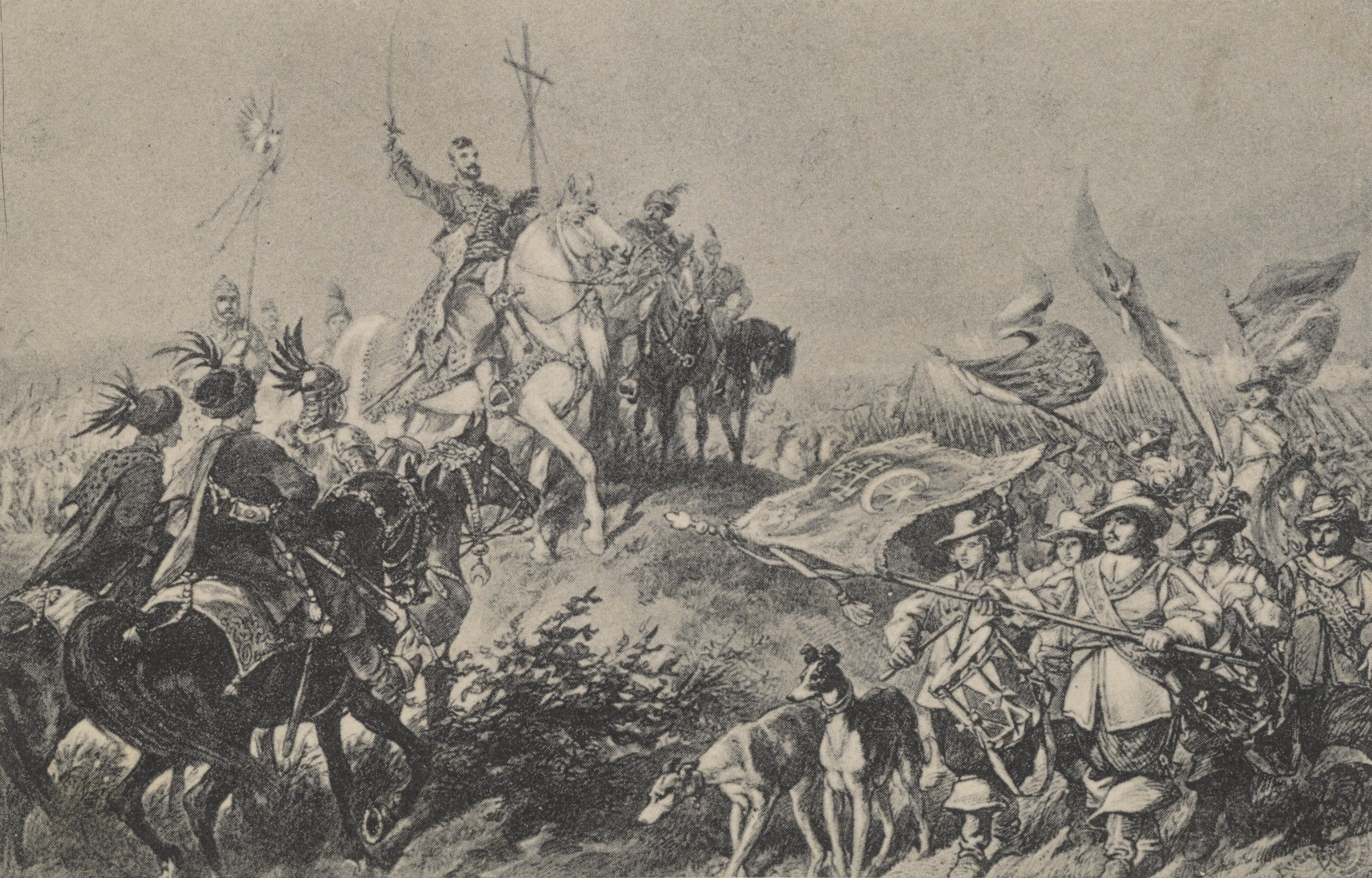
Jeremi Wiśniowiecki en Lubní (1648)
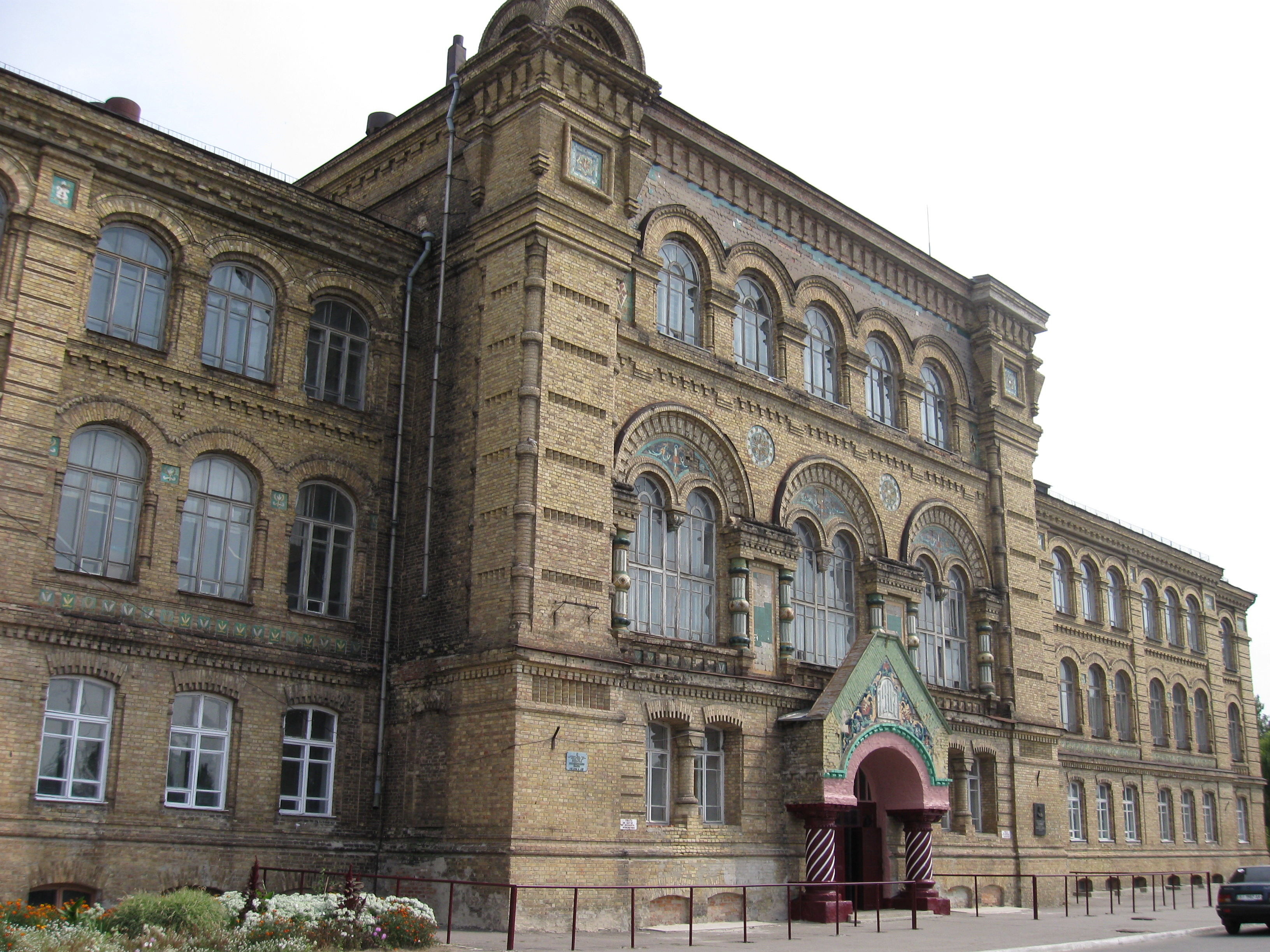
Un colegio en Lubní
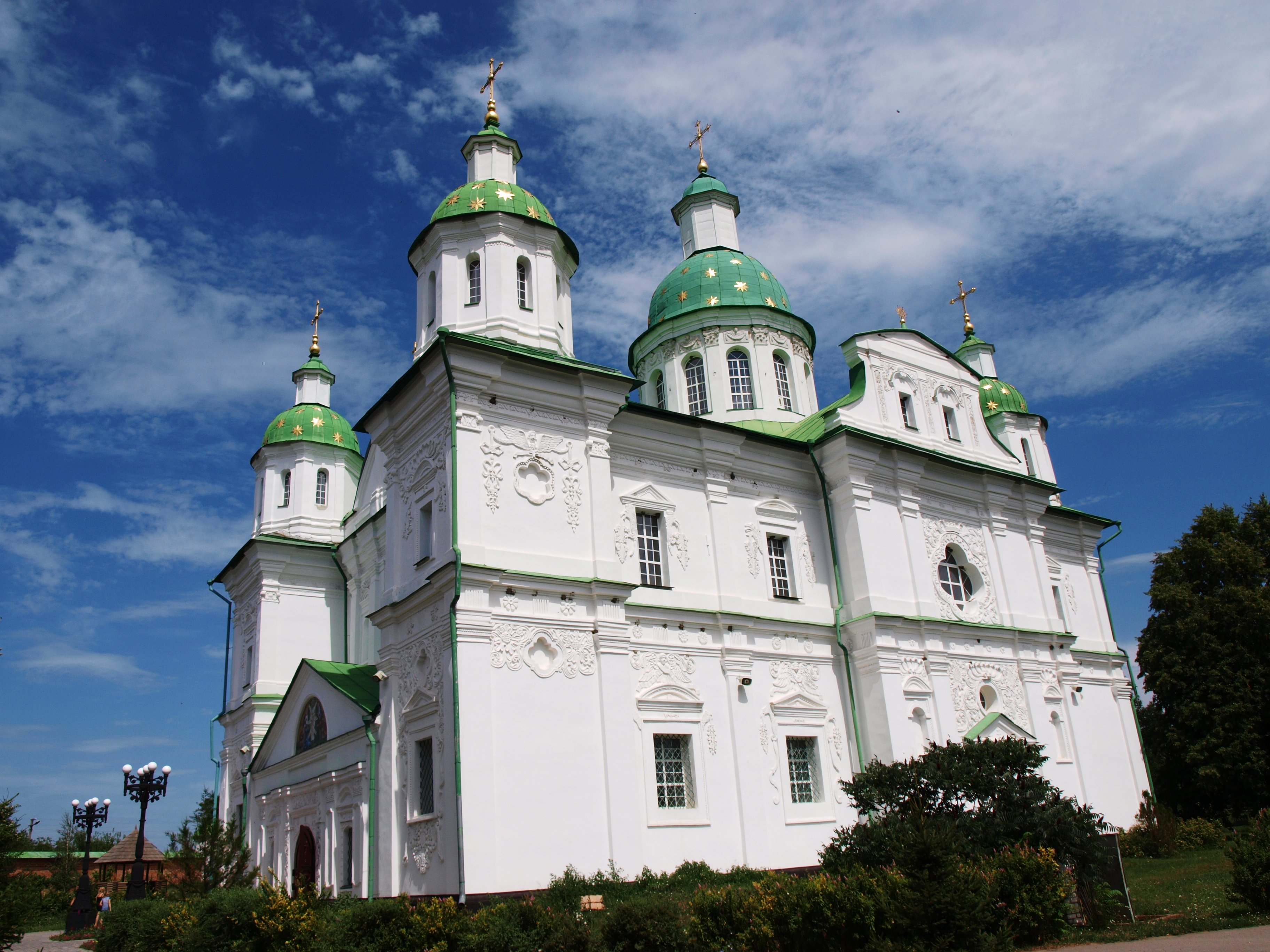
Monasterio de Mgarski
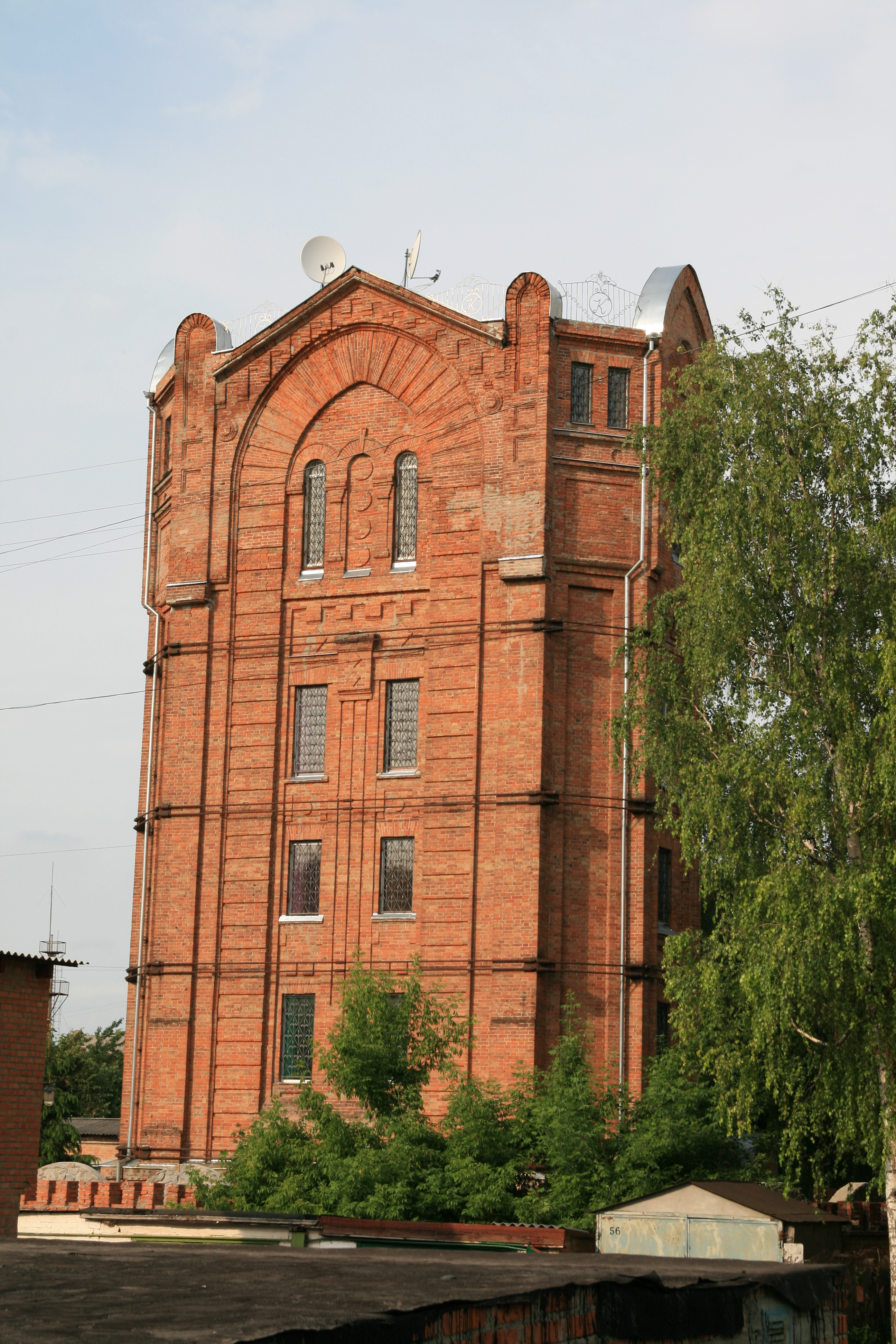
Antigua torre
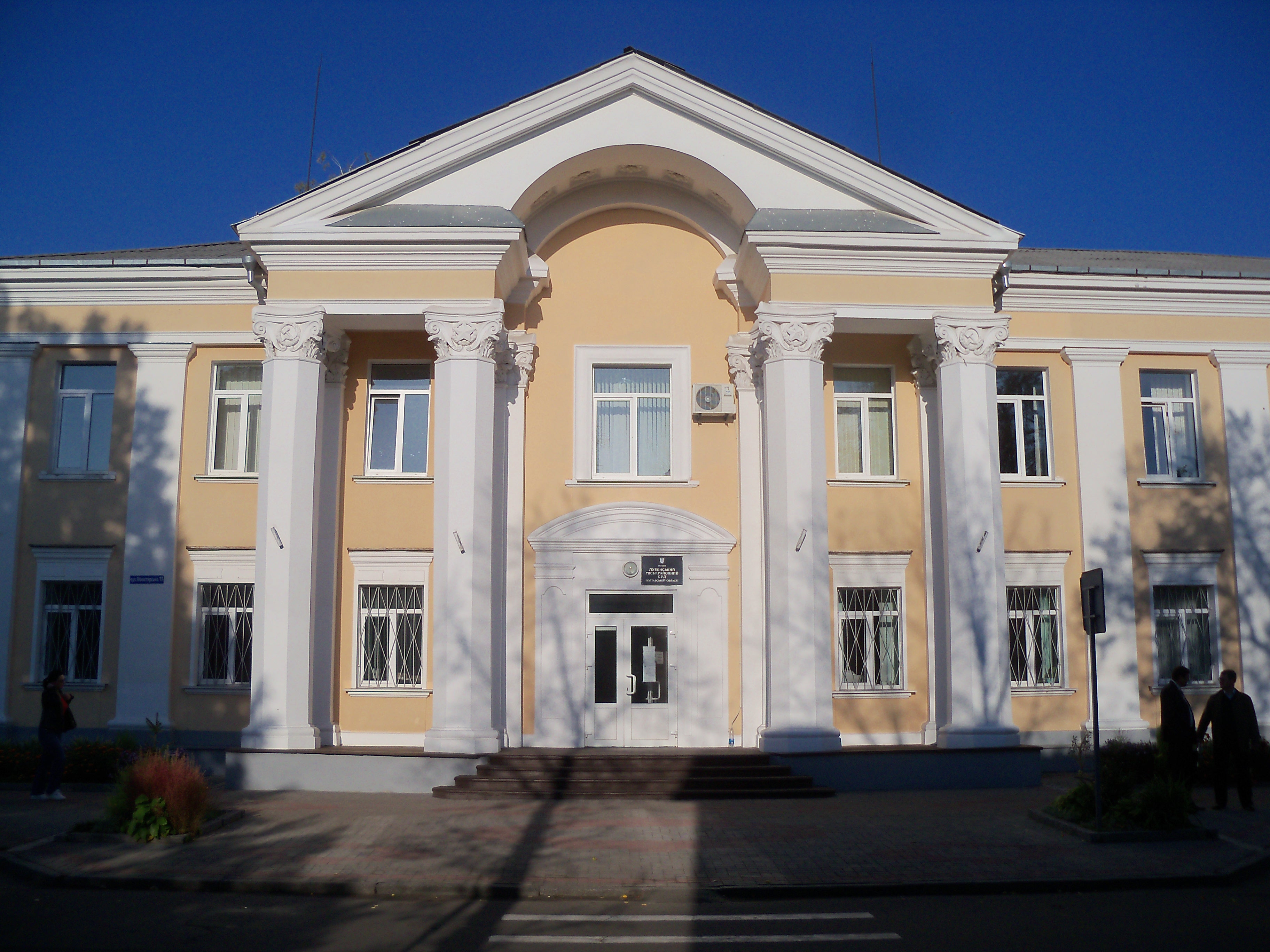
Tribunal del raión de Lubní
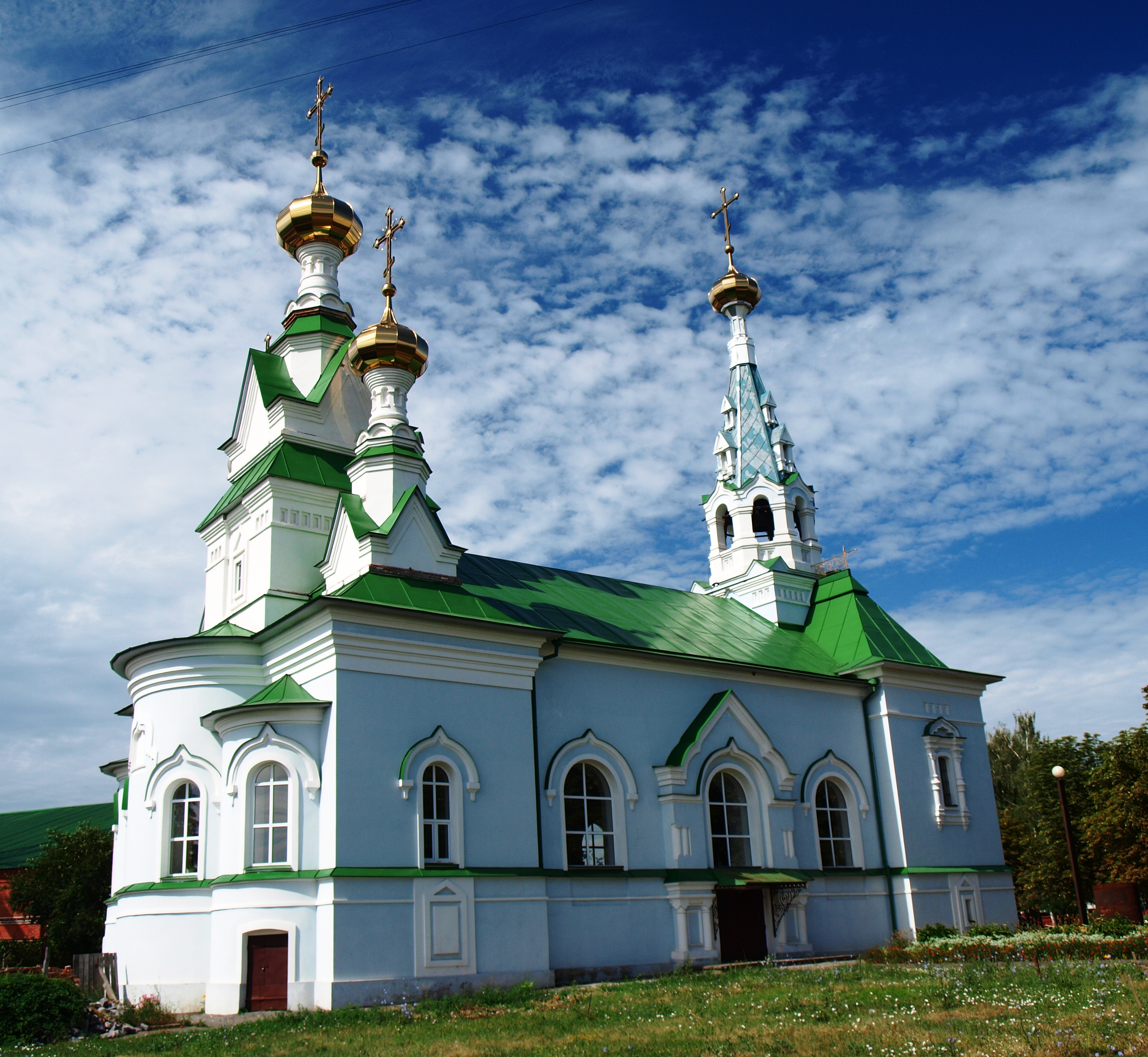
Iglesia de la Natividad de la Madre de Dios
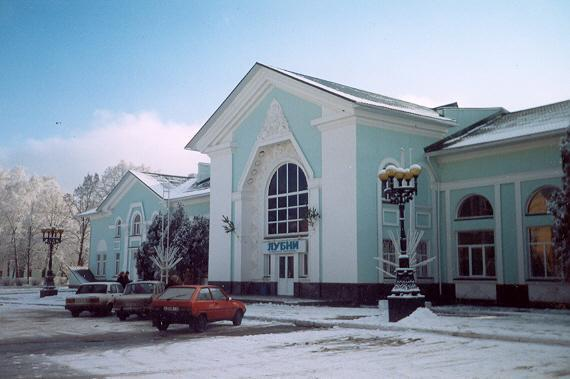
Estación de trenes de Lubní

## Ciudades hermanadas
Lubní está hermanada con las siguientes ciudades:
- Skierniewice, Polonia.